# Łukasz Poręba
Łukasz Poręba (* 13. März 2000 in Legnica) ist ein polnischer Fußballspieler. Der defensive Mittelfeldspieler steht seit Ende August 2023 beim Hamburger SV unter Vertrag. Zur Saison 2025/26 wurde er für ein Jahr an die SV Elversberg verliehen.

## Karriere

### Verein
Poręba begann seine Karriere bei Zagłębie Lubin. 2018 wechselte er in den Profibereich und debütierte im September nach einer Einwechslung im Spiel gegen Śląsk Wrocław in der Ekstraklasa für die A-Mannschaft. Auf den nächsten Ligaeinsatz musste der Spieler beinahe drei Monate warten, bis er am 18. Spieltag in der Startelf stand. In der restlichen Saison folgten fünf weitere Einsätze, davon zwei über die volle Spielzeit. Die ersten fünf Spieltage der nächsten Saison begann er als Stammspieler in der Startelf, in der Mitte der Spielzeit folgte eine Ergänzungsspielerrolle. Ab dem 31. Spieltag stand er wieder in der Startformation. Die Saison 2020/21 bestritt er vollends als Stammkraft, so absolvierte er 24 der 30 Saisonspielen mit einer durchschnittlichen Einsatzzeit von 65 Minuten. Ähnliches galt für die nachfolgende Saison, als er in 29 von 34 Ligaspielen zum Einsatz kam. In drei dieser Spiele führte er seine Mannschaft überdies als Kapitän auf das Feld.
Zur Saison 2022/23 wechselte Poręba in die französische Ligue 1 zum RC Lens. Er unterschrieb einen Vertrag bis zum 30. Juni 2027. Unter dem Cheftrainer Franck Haise war er jedoch nur Reservist und kam auf 10 Ligaeinsätze (3-mal in der Startelf).
Ende August 2023 wechselte Poręba bis zum Ende der Saison 2023/24 auf Leihbasis in die 2. Bundesliga zum Hamburger SV. Zur Saison 2024/25 wurde er schließlich fest verpflichtet. Zur Saison 2025/26 wurde er mit Kaufoption für ein Jahr an die SV Elversberg die 2. Liga verliehen.

### Nationalmannschaft
Poręba kam 2018 erstmals für eine Nachwuchsnationalmannschaft zum Einsatz – für die polnische U19 debütierte er in einem Freundschaftsspiel gegen Mazedonien. Nach vier weiteren Einsätzen für die U19 folgten 2019 sechs Einsätze für die U20-Nationalmannschaft. Zwischen September 2021 und Juni 2022 absolvierte er zehn Spiele für die U21 im Rahmen der Qualifikation zur Europameisterschaft 2023 in Rumänien und Georgien.

## Erfolge
- Aufstieg in die Bundesliga: 2025 (Hamburger SV)